# Peter Callinberg
Peter Callinberg (Callingberg), född 1716, död 13 augusti 1771 i Vadstena församling, Östergötlands län, var en svensk silversmed i Vadstena.

## Biografi
Peter Callinberg stämplade smidesarbeten i Vadstena 1756-1769.

### Familj
Peter Callinberg gifte sig 1756 med silversmeden Gregorius Scharéns änka Catharina Barckhusen, 1737 änka efter silversmeden Göran Jerell i Vadstena.

## Verklista (urval)
- 1761 – Brudkrona i Ödeshögs kyrka.[1]
- Brudkrona i Hagebyhöga kyrka.
- Brudkrona i Varvs kyrka.[1]
- Sockenbudstyg i Vinnerstads kyrka.